# Волинські походи Гедиміна (1323—1324)

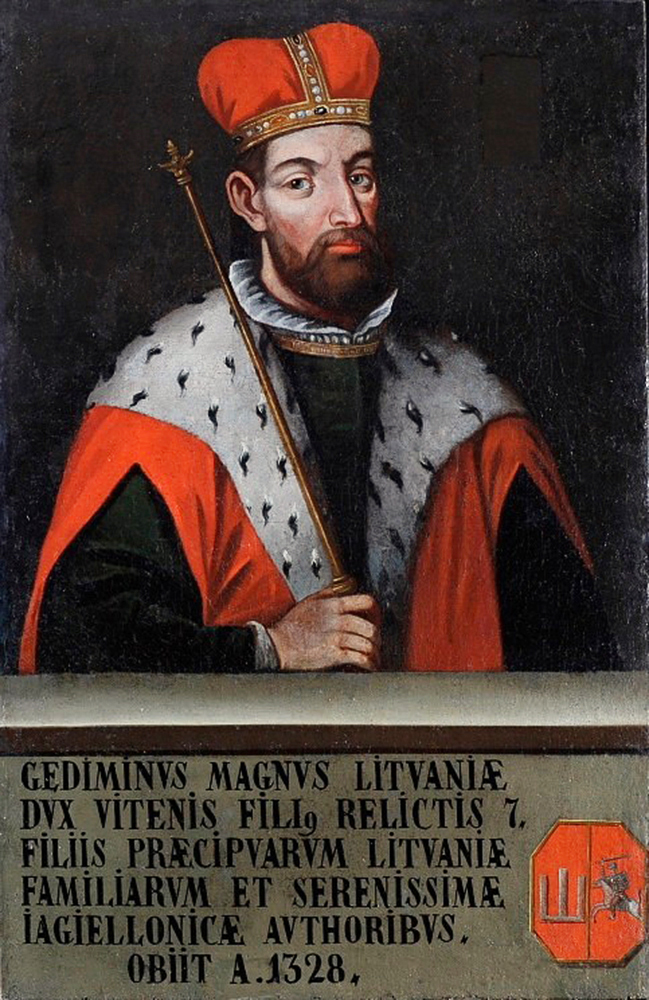
Гедимін, Великий князь Литовський

Походи Гедиміна на Волинь і Київщину 1323 і 1324 — легендарні походи великого князя литовського Гедиміна, що нібито започаткували процес приєднання політично роз'єднаних і залежних від Золотої Орди південноруських земель до Великого князівства Литовського. 

## Походи
Згідно з білорусько-литовськими літописами поширеної редакції, Гедимін, відбивши наступ німецьких лицарів на Жмудь (Жемайтію), рушив із військом на Волинь, розгромив і вбив у битві під Володимиром місцевого князя Володимира, а наступної весни захопив Овруч і Житомир. Біля Білгорода завдав нищівної поразки київському князю Станіславу та силам союзних йому військ ординців, брянського князя Романа, князів Олега Переяславського і Лева Луцького.
У результаті облоги Києва, що тривала впродовж місяця, кияни визнали над собою владу Гедиміна, а той гарантував їм (як перед тим і мешканцям Володимира) недоторканність земельної власності («отчин»). Владі Гедиміна, за словами літописця, підкорилися також київські «пригородки» — Вишгород, Черкаси, Канів, Путивль, Сніпород і Переяслав-Руський.

## Історичні дослідження
До виходу в світ «Нарису історії Великого князівства Литовського» Володимира Антоновича (1878) в історіографії домінувала запозичена з літописів думка, що "завоювання" Русі Литвою стало результатом саме походів великого князя литовського Гедиміна на волинський Володимир і Київ. В. Антонович, проаналізувавши джерела, заперечив цю літописну версію як вигадану і запропонував вважати "завоювання" Русі Литвою результатом Синьоводської битви 1362. 
На противагу йому Микола Дашкевич обстоював історичність літописної оповіді, вбачаючи в ній «сплав достовірних звісток про чотири чи три різночасні рухи литовських князів із метою захоплення україно-руських територій». Він твердо визнавав факт завоювання Києва (разом із Волинню) Гедиміном, яке, однак, помилково датував 1333, навів чимало обґрунтованих доказів (із джерел) на користь належності Києва до Литви ще до 1362. 
Прихильниками погляду В. Антоновича були Михайло Грушевський, Федір Леонтович, Олександр Пресняков, Олександр Андріяшев, а М. Дашкевича — Михайло Владимирський-Буданов, М. Ясинський, Пилип Брун, Микола Максимейко, Матвій Любавський. 
Питання походів Гедиміна на Волинь та Київщину й донині не можна вважати остаточно розв'язаним. Новим у дослідницьких підходах є спроба уточнити дати походів: О. І. Рогов, Р. Батура (лит. Romas Batūra),  Фелікс Шабульдо,— розглядаючи останні не як одноразову акцію завоювання, а як початок процесу приєднання більшості українських земель до Литви, що був доволі тривалим та мав різні форми прояву (Ф. Шабульдо). Зроблено також спробу заново проаналізувати достовірність основних джерельних даних про похід Гедиміна на Київ (Олена Русина).